# La casa dei 1000 corpi
La casa dei 1000 corpi (House of 1000 Corpses) è un film horror scritto e diretto da Rob Zombie nel 2003. In Italia è uscito nel 2004 mentre nel 2005 è uscito il sequel, La casa del diavolo. Nel 2019 è uscito il terzo film della serie intitolato 3 from Hell.

## Trama
Texas, 1977. Alla vigilia di Halloween, due giovani ragazzi, Bill e Jerry, insieme alle rispettive fidanzate Mary e Denise, sono in viaggio nella sperduta provincia americana alla ricerca di storie bizzarre e miti locali da usare per un libro che stanno scrivendo e che racconterà le loro esperienze. Durante una breve sosta fanno la conoscenza di Capitano Spaulding e del suo "Museum of Monsters and Madmen", un distributore di benzina con annesso museo degli orrori dove vengono narrate le gesta di alcuni serial killer. Essi fanno un breve viaggio nel "Tunnel degli assassini", un tunnel in cui il Capitano Spaulding illustra gli abominevoli atti di molti assassini. I ragazzi sono particolarmente interessati alla storia di Doctor Satan, uno scienziato pazzo che in passato si era dedicato a bizzarre e orribili pratiche chirurgiche con la speranza di creare una razza di superuomini. Spaulding indirizza quindi i ragazzi all'albero dove Doctor Satan è stato impiccato. Ripreso il cammino, i quattro danno un passaggio a una autostoppista, Baby Firefly. Durante il tragitto l'auto viene raggiunta da un colpo d'arma da fuoco che colpisce una gomma. Baby e Bill si incamminano a piedi verso la casa della ragazza dove il giovane fa la conoscenza del resto della famiglia: la madre di Baby (Mother Firefly), i suoi fratelli Tiny e Rufus, Otis B. Driftwood e il nonno Hugo.
Nel frattempo anche gli altri ragazzi raggiungono casa Firefly dove vengono sottoposti a una serie di bizzarri rituali in linea con Halloween. Baby comincia a flirtare con Bill, irritando Mary che comincia a litigare con lei. Baby però mostra il suo vero carattere, sfoderando un coltello e puntandolo contro Mary. Mother Firefly blocca la figlia, mentre arriva Rufus, dicendo che l'auto è pronta. Mentre cercano di uscire con l'auto dal parco della casa, trovano il cancello bloccato e vengono catturati. I quattro giovani sono ormai ostaggio della famiglia Firefly. Nel frattempo Don Willis, il padre di Denise, preoccupato per il ritardo della figlia, chiama la polizia. Il tenente George Wydell e l'agente Steve Nash giungono al museo di Spaulding che indirizza anche i poliziotti all'albero dell'esecuzione di Doctor Satan.
Intanto, a casa Firefly, Otis uccide Bill facendolo a pezzi. Infierisce quindi sul cadavere e mostra il corpo "trasformato" in una scultura da uomo-pesce a una terrorizzata Mary, mentre Jerry viene scalpato.
Don Willis e i due poliziotti giungono alla dimora della famiglia assassina dove cominciano a interrogare Mother Firefly prima di venire uccisi da Otis, che spara al padre di Denise e al poliziotto Nash, mentre mamma Firefly spara in casa al tenente Wydell. Mary, Jerry e Denise vengono poi sottoposti a svariati tipi di umiliazioni (tra l'altro Denise viene obbligata a baciare la testa "scalpata" del padre) e poi portati al cimitero di famiglia. Qui Jerry e Denise, dopo essere stati vestiti da conigli, vengono legati e gettati in un pozzo dove sono assaliti da altre sventurate vittime dei Firefly, mentre Mary cerca di scappare ma viene accoltellata a morte da Baby. Denise riesce comunque a trovare un passaggio che la conduce in un sepolcro sotterraneo pieno di scheletri e che la porta infine alla stanza delle torture di Doctor Satan, tutt'altro che morto, ma anzi ancora in attività. La ragazza scopre che Jerry è stato sottoposto a orribili esperimenti che lo portano alla morte e si trova costretta a scappare da Earl, l'assistente sfregiato e "mutato" dagli esperimenti di Doctor Satan, che la insegue con un'ascia. Dopo svariati colpi di fortuna, tra cui l'apertura della porta della stanza grazie a un tentativo andato a vuoto dell'assistente di colpirla con l'ascia e grazie anche al crollo del sepolcro, sempre causato da Earl, Denise raggiunge la superficie. Qui viene apparentemente soccorsa da Capitano Spaulding. Inizialmente infatti non si vede che nascosto nell'auto del Capitano c'è Otis.
La ragazza si risveglia nel covo di Doctor Satan, proprio mentre questi sta cominciando il suo esperimento, con accanto l'assistente, sopravvissuto al crollo del sepolcro.

## Produzione

### Film
Sebbene le riprese del film siano terminate nel 2000, per vederlo nelle sale Rob Zombie ha dovuto attendere ben tre anni. Inizialmente infatti, La casa dei 1000 corpi doveva essere prodotto dalla Universal che in ultimo si è però tirata indietro temendo l'imposizione del divieto ai minori di 17 anni da parte della MPAA. Il divieto alla fine è stato posto effettivamente ed il regista, in cerca di un altro distributore, ha dovuto aspettare fino al 2003 quando si è fatta avanti la Lions Gate.

### Cast
Il cast è in sintonia con l'intero progetto dal momento che Rob Zombie ha scelto diverse icone del cinema horror per interpretare alcuni dei componenti principali della famiglia Firefly: Karen Black (Ballata macabra, Killer Fish – Agguato sul fondo, Trilogia del terrore), Bill Moseley, divenuto celebre per la parte del fratello di Leatherface in Non aprite quella porta - Parte II, e Sid Haig (Spider Baby, Blood Bath), senza dimenticare Sheri Moon, moglie del regista, al suo debutto in un ruolo cinematografico.

## Distribuzione
Inizialmente, La casa dei 1000 corpi doveva essere prodotto dalla Universal che si è poi tirata indietro temendo l'imposizione del divieto ai minori di 17 anni da parte della MPAA. Il film, girato nel 2000, ha dovuto quindi attendere tre anni per venire distribuito.

## Accoglienza
Negli Stati Uniti, La casa dei 1000 corpi è uscito l'11 aprile 2003 senza essere stato pre-visionato dalla critica. Dal punto di vista degli incassi si può ritenere tutto sommato un successo, dati i circa 17 milioni di dollari guadagnati contro un budget di 7 milioni. Il successo è stato bissato nel 2005 con il sequel, La casa del diavolo, che ha superato il primo sia in termini di incassi sia, soprattutto, di giudizi positivi da parte della critica.

### Critica statunitense
Le recensioni del film sono state subito piuttosto negative. Frank Scheck ha scritto su The Hollywood Reporter che il film «conserva lo spirito ma non la qualità delle sue ispirazioni. Davvero, la sola vera cosa spaventosa lungo i quasi novanta minuti di torture sanguinarie e delirio è la scritta sullo schermo “un film di Rob Zombie”».
Inoltre, «sebbene lo scorrere delle vicende sia abbellito con vari effetti stilistici e trucchi fotografici, gli unici momenti efficaci sono i rapidi clip di diversi film horror vintage, la visione di uno dei quali sarebbe preferibile a questo.»
Secondo la recensione di Clint Morris su Film Threat «se un'ora e mezzo di trama indecifrabile e disgustosa, e neanche originale, e se l'orrore solletica la vostra fantasia, allora La casa dei 1000 corpi dovrebbe far palpitare il vostro cuore.»

### Critica italiana
In Italia il film ha trovato anche qualche critica incoraggiante. Dal Morandini 2007: «Scritto, diretto e co-musicato dall'ex leader del gruppo musicale White Zombie, è una notevole, benché almeno in Italia poco notata, opera prima che miscela con accorta disinvoltura prestiti e rimandi al cinema horror degli ultimi 30 anni, specialmente a Non aprite quella porta e Suspiria, nel raccontare le spaventevoli vicissitudini di quattro ragazzi che capitano nelle grinfie di una famiglia di maniaci satanisti e antropofagi, governata da una demente “madre di famiglia”, una Karen Black che più dark di così non potrebbe essere. Abile nell'evitare le trappole di un naturalismo fuori senso, grazie anche a una sceneggiatura adeguatamente delirante.
Per alcuni cultori e amanti del genere horror "La casa dei 1000 corpi" è da considerarsi un collage di scene di vecchi capolavori del cinema del genere. Film privo di ogni sorta di originalità. »

## Colonna sonora
La colonna sonora è uscita il 25 marzo 2003. Una parte dei brani è stata scritta da Rob Zombie apposta per il film (esclusa House of 1000 Corpses, che fa parte del secondo album da solista di Zombie, The sinister urge, 2001), mentre la restante comprende cover di altri artisti. Le tracce segnate con l'asterisco sono dei dialoghi tratti dal film.
1. Howdy folks - 0:32 *
2. House of 1000 Corpses - 9:27
3. Saddle up the mule - 0:18 *
4. Everybody Scream! - 2:37
5. Stuck in the mud - 1:17 *
6. Holy Miss Moley - 0:17 *
7. Who's Gonna Mow Your Grass (Buck Owens cover) - 2:20
8. Run, Rabbit, Run - 3:02
9. Into the pit - 1:22 *
10. Something for you men - 0:21 *
11. I Wanna Be Loved By You (Helen Kane cover) - 2:48
12. Pussy Liquor - 4:58
13. Scarecrow attack - 2:14 *
14. My baby boy - 0:16 *
15. Now I Wanna Sniff Some Glue  (Ramones cover) - 1:36
16. Investigation and the smokehouse - 0:37 *
17. The bigger the cushion - 2:27 *
18. I Remember You (Slim Whitman cover) - 2:04
19. Drive out the rabbit - 0:14 *
20. Mary's escape - 1:20 *
21. Little Piggy - 3:55
22. Ain't the only thing tasty - 0:27 *
23. Dr. Satan - 0:20 *
24. Brick House 2003 (The Commodores cover) feat. Lionel Richie - 3:49
25. To the house - 2:30 *

## Riconoscimenti
- Fantasporto - International Fantasy Film Award 2004
  - Migliori effetti speciali (Wayne Toth e Michael O’Brien)
  - Nomination nella categoria miglior film.

## Omaggi e citazioni
- I nomi di alcuni dei cattivi, segnatamente Capitano Spaulding, Otis B. Driftwood e Rufus T. Firefly, sono ispirati a quelli dei personaggi interpretati da Groucho Marx in altrettanti film, rispettivamente Animal Crackers, Una notte all'opera e La guerra lampo dei Fratelli Marx.
- Rob Zombie ha girato due versioni delle scene più cruente per pacificarsi con la Universal. Ad esempio, una scena all'inizio del film nella quale il rapinatore colpito con un'ascia da Spaulding cade a terra è stata girata in due versioni differenti: con e senza sangue.
- Rob Zombie aveva inizialmente preso in considerazione l'idea di un cameo nel ruolo del Dr. Wolfenstein, ma ha rinunciato all'idea di apparire con un aspetto “normale”. Il regista si vede comunque per due secondi nel ruolo dell'assistente del Dr. Wolfenstein e può essere intravisto sullo sfondo mentre sfascia una zucca con un martello.
- La casa dei Firefly è la stessa usata nel film del 1982 Il più bel casino del Texas con Burt Reynolds e Dolly Parton.
- In più di un'occasione, durante il film si vede un manifesto che riporta le foto di due giovani scomparsi. In realtà si tratta di una foto di Rob Zombie e suo fratello (cantante dei Powerman 5000) da piccoli.
- Nel covo di Capitano Spaulding, su una parete si possono vedere le riproduzioni di alcune delle figure demoniache dipinte dal mistico inglese Aleister Crowley e scoperte sotto l'intonaco della famosa Abbazia di Thélema a Cefalù. Inoltre, quando Denise è spinta verso il covo di Doctor Satan, viene calato anche un registratore che riproduce a ripetizione una versione rallentata del poema di Aleister Crowley "The Poet", letto dall'autore stesso. Il frammento che si sente, nella versione originale, è: "Bury me in a nameless grave" ("seppellitemi in una tomba senza nome").
- Nell'episodio 7x21 della serie The Big Bang Theory, Howard e Raj guardano questo film in casa della madre di Howard.

## Sequel
La casa del diavolo è il sequel di questo film, diretto da Rob Zombie.